# Sitges
Sitges (catalansk udtale: [ˈsidʒəs]) er en catalansk kystby i Garraf-området i provinsen Barcelona i det nordøstlige Spanien. Byen har 32.405 (2024) indbyggere og dækker et areal på 43,85 km². Den er beliggende mellem byerne Castelldefels og Vilanova i la Geltrú. Sitges' togstation betjenes af Renfe, der kører direkte tog fra Barcelona.